# Altes Forstamt (Wiesloch)

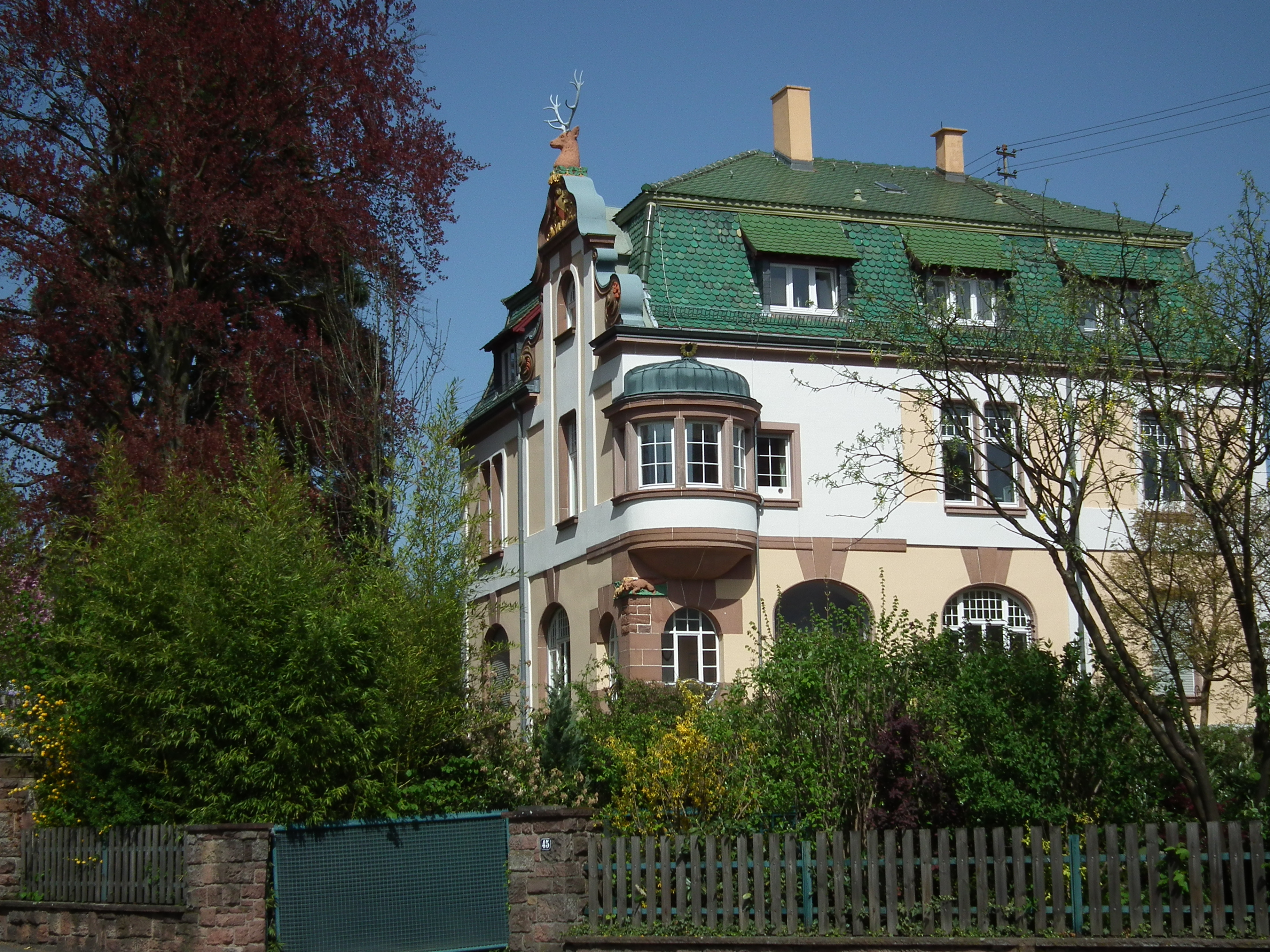
Altes Forstamt in Wiesloch

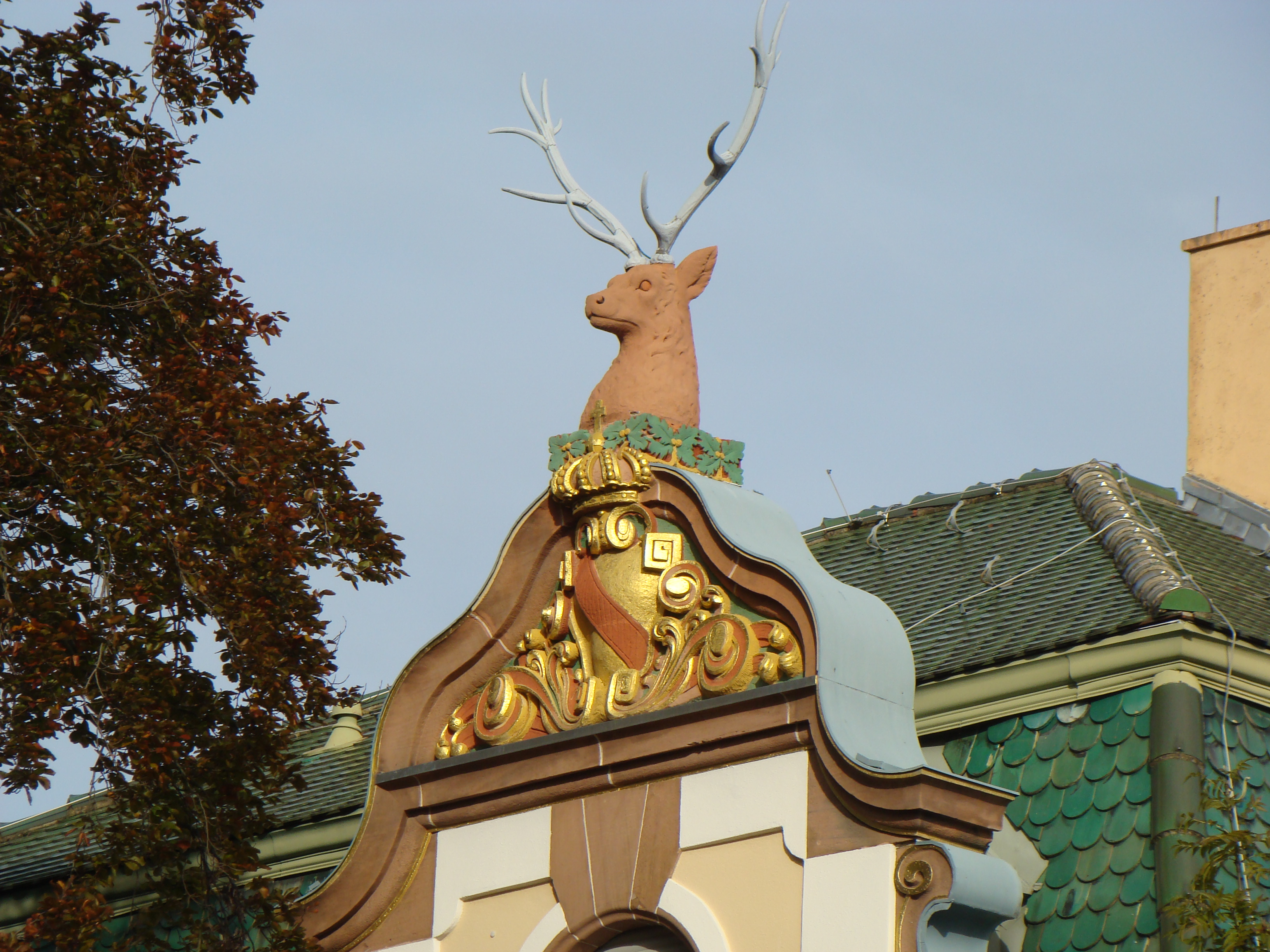
Giebelschmuck

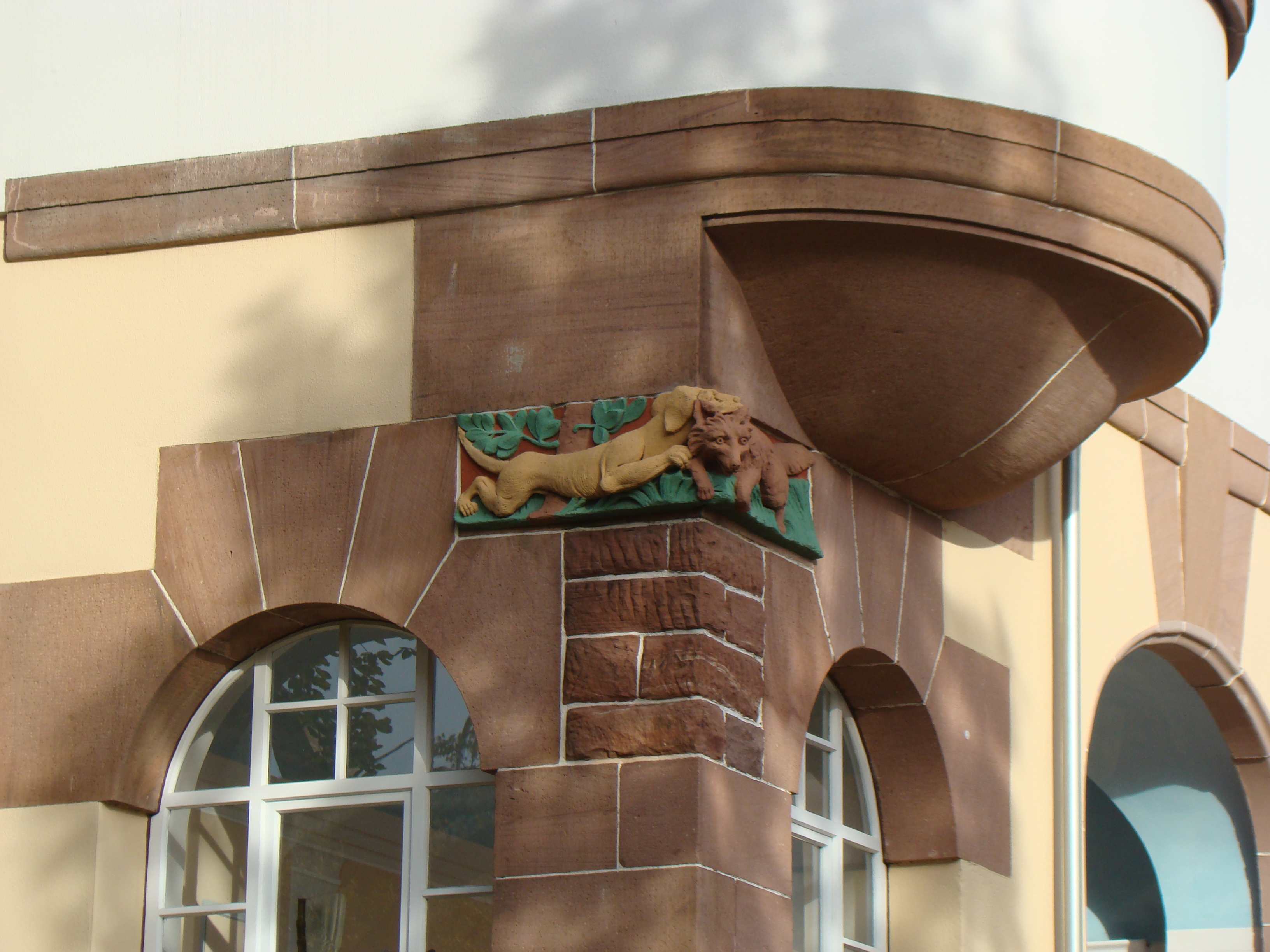
Bauschmuck

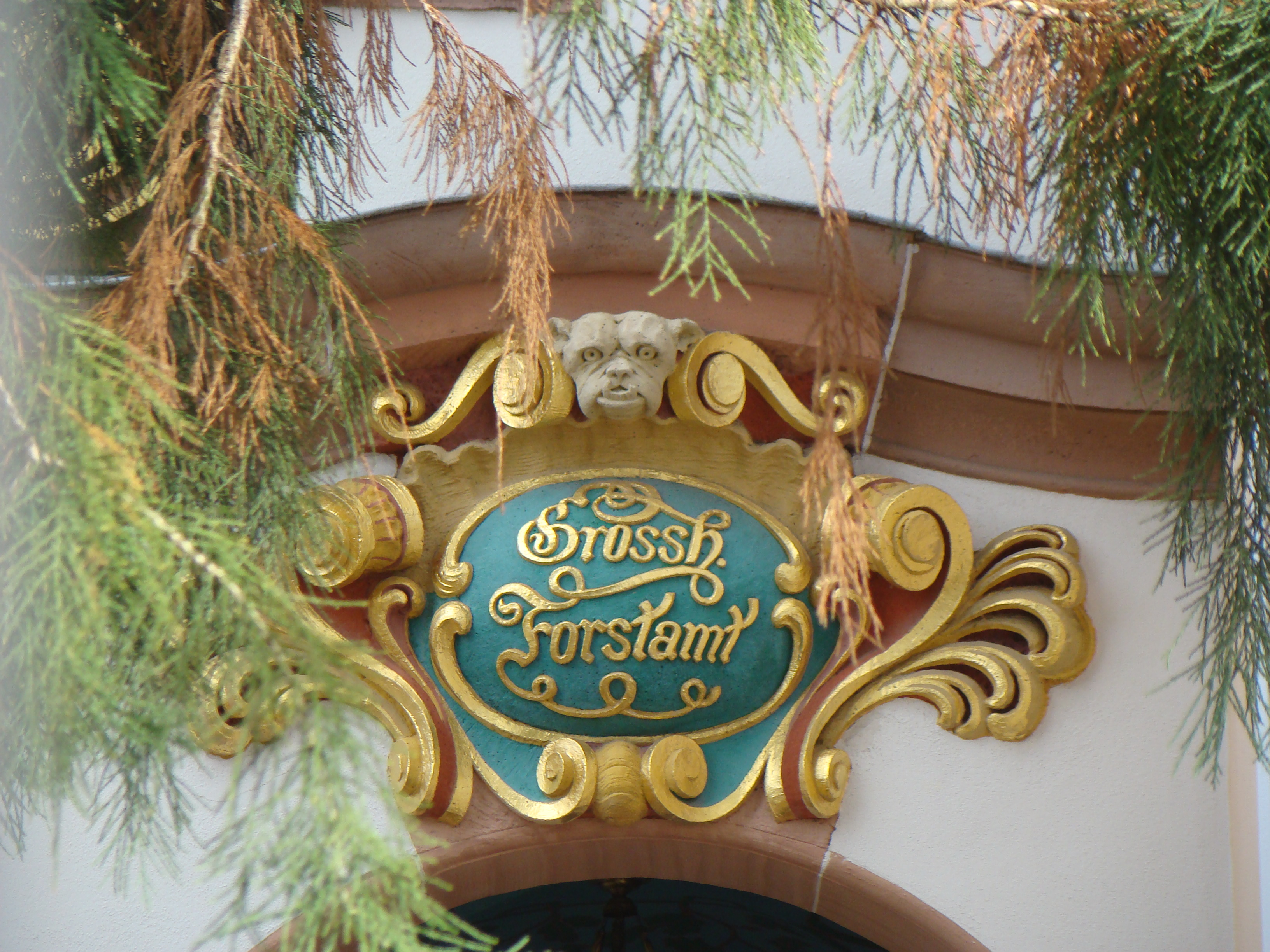
Inschrift über dem Portal

Das Alte Forstamt ist ein denkmalgeschütztes Jugendstil-Gebäude in Wiesloch im Rhein-Neckar-Kreis in Baden-Württemberg. Es diente von 1903 bis 1998 als Forstamt mit Wohnung des Amtsleiters und kam 2003 in Privatbesitz.

## Geschichte
Nachdem der Forstbezirk Wiesloch zunächst von Heidelberg aus verwaltet worden war, plante die Badische Bezirks-Bauinspektion 1902 den Bau eines eigenen Forstamtes in Wiesloch. Als Bauplatz hatte man sich eine repräsentative Lage an der Staatsstraße von Heidelberg nach Bruchsal (der heutigen B 3) ausgesucht. Das Grundstück hierfür umfasste neben der Grundfläche des Hauses und der Hofraithe noch rund 11 Ar Gartenland. Das rechts des Gebäudes befindliche Grundstück war für die Errichtung des Großherzoglichen Domänenamts (erbaut 1903/04, später Notariat) vorgesehen. Die Pläne für das Gebäude stammten von Hirsch, dem damaligen Leiter der Baubehörde, die Bauleitung hatte Bauinspektor Frischmuth. Das Gebäude wurde in der Formensprache des Jugendstils errichtet und war bei seiner Fertigstellung 1903 das einzige Jugendstil-Staatsgebäude in Baden. In dem Gebäude befanden sich sowohl die Diensträume als auch die Wohnung des jeweiligen Forstamtmanns.
Trotz des großzügigen Gebäudeschnittes und der geradezu luxuriösen Ausstattung kam es in den Jahren nach der Fertigstellung zu mehreren längerwährenden Streitsachen zwischen den jeweiligen Forstamtmännern und der Heidelberger Baudirektion. Fortsamtmann Heuss beklagte sich 1903 über fehlende Lichtschalter am Bett und 1904 über die angeblich zu geringe Heizleistung der Öfen. Nach einem Zimmerbrand 1908 kam es zu langwierigem Streit um die Kostenübernahme für nötige Reparaturen. Als 1914 die bauliche Zuständigkeit an eine Behörde in Wiesloch übertragen wurde, kam wieder die Heizleistung der Öfen aufs Parkett. Sehr langwierig gestaltete sich auch der Wunsch des Forstamts nach einem Schuppen zur trockenen Lagerung von Brennholz, den das Bauamt jedoch über Jahre hinauszögerte. Forstamtmann Thoma schlug 1923 sogar vor, Teile des Bauschmucks des Gebäudes, nämlich den auf dem Giebel sitzenden großen Hirsch sowie ein Hunderelief an der Freitreppe, zu verkaufen, um den Schuppen aus dem Verkaufserlös errichten zu können. Die Gebäudeteile blieben jedoch erhalten und der strittige Schuppen wurde nie gebaut.
Im Zuge der Wirtschaftskrise von 1919 wurde im Dachgeschoss des Forstamts eine Wohnung für den Schlosser und Maschinisten der Heil- und Pflegeanstalt Wiesloch eingerichtet, der dort mit Familie bis 1927 lebte. In den 1920er Jahren beschränkte man den Unterhalt des Gebäudes aus finanzieller Not heraus auf ein Mindestmaß. Erst 1938 erfuhr das Gebäude eine große Instandsetzung, in deren Folge abermals ein erfolgloses Baugesuch um einen Schuppen eingereicht wurde.
1970 wurde das Gebäude renoviert, wobei man damals noch wenig Wert auf die originalgetreue Erhaltung des Baubestands legte. Nach einem Stilgutachten von 1989 erfolgte eine abermalige Sanierung, wobei künstlerisch wertvolle Gebäudeteile wie die Deckenmalereien im Eingangsbereich und in der Halle renoviert wurden.
Das Gebäude blieb Amtssitz bis zur Auflösung des Forstamts Wiesloch im Jahr 1998. Das Staatliche Liegenschaftsamt Heidelberg/Mannheim trennte daraufhin rund 2000 Quadratmeter vom Garten des Gebäudes ab und verkaufte diese Fläche als Bauland. Sie wurde rasch mit dichter Reihenhausbebauung überbaut. Für das alte Forstamt, das mehrere Jahre leer stand, wurde länger ein Käufer gesucht, der sich 2003 in dem in Wiesloch gebürtigen Unternehmer Berthold Wipfler fand, der das Gebäude bis 2005 stilgetreu und denkmalgerecht saniert hat.